# Наша вулиця
Наша вулиця (азерб. Bizim küçə) — радянська психологічна драма 1961 року, знята на кіностудії «Азербайджанфільм».

## Сюжет
Психологічна драма про дівчину Сару, яка пропала безвісти під час Німецько-радянської війни. В результаті довгих пошуків, її мати знаходить її живою і здоровою.

## У ролях
- Римма Мамедова — Сара
- Єтая Алієва — тітка Бегім
- Агададаш Курбанов — Бахрам
- Гюндуз Аббасов — Расім
- Гіулі Чохонелідзе — Фуад
- Сона Асланова — Ашхен
- Микола Бармін — Баришев
- Микола Волков — Ларс
- Дмитро Орлов — Куртс
- Юрій Аверін — Парк
- Л. Грубер — Лем
- Мовсун Санані — африканець
- Анна Зархицька — епізод
- Михайло Швейцер — епізод
- Сергій Якушев — епізод
- Нодар Шашикоглу — Мехті Гусейн-заде
- А. Молодан — епізод
- Джабар Алієв — африканець
- Мелік Дадашев — Карл
- Сафура Ібрагімова — Асья
- А. Урванцев — епізод
- С. Алексєєва — епізод
- Р. Акчурін — епізод
- Бахадур Алієв — епізод
- Осман Хаггі — офіціант
- Ахмед Ахмедов — епізод
- Алекпер Гусейн-заде — епізод
- Р. Штабинський — епізод
- Аміна Нагієва — Кловані
- Окума Гасимова — епізод
- А. Сосуновська — епізод
- Р. Мірзаєв — епізод
- В. Рагімов — епізод
- М. Шкуренко — епізод
- Гафар Хаггі — Муса
- Алескер Алекперов — чоловік Беїми (фото)
- Юсіф Юлдуз — рефері бокса
- Акбар Файзуллаєв — спортсмен
- Алі Халілов — рефері бокса
- Талят Рахманов — квитковий контролер в аеропорту
- Алі Зейналов — Фуад (Гіулі Чохонелідзе)
- Каміль Губушов — Бахрам (Агададаш Курбанов)
- Лейла Бадирбейлі — Ашхен (Сона Асланова)
- Агасадих Герабейлі — Куртс (Дмитро Орлов)
- Мамедрза Шейхзаманов — російський Забіт
- Мухліс Джанізаде — Расім (Гюндуз Аббасов)
- Бахадур Алієв — Муса (Осман Хаггі)
- Азізага Гасимов — хазяїн ресторану
- Окума Курбанова — Сара (Римма Мамедова)
- Юсіф Велієв — Ларс (Микола Волков)
- Садих Гусейнов — Парк (Юрій Аверін)
- Талят Рахманов — кондуктор
- Ганна Заржицька — епізод

## Знімальна група
- Автор сценарію: Імран Гасимов
- Режисер-постановник: Алі Саттар Атакішиєв
- Оператор-постановник: Расім Оджагов
- Художник-постановник: Каміль Наджафзаде
- Композитор: Хайям Мірзазаде
- Звукооператор: Азіз Шейхов